# Substância branca

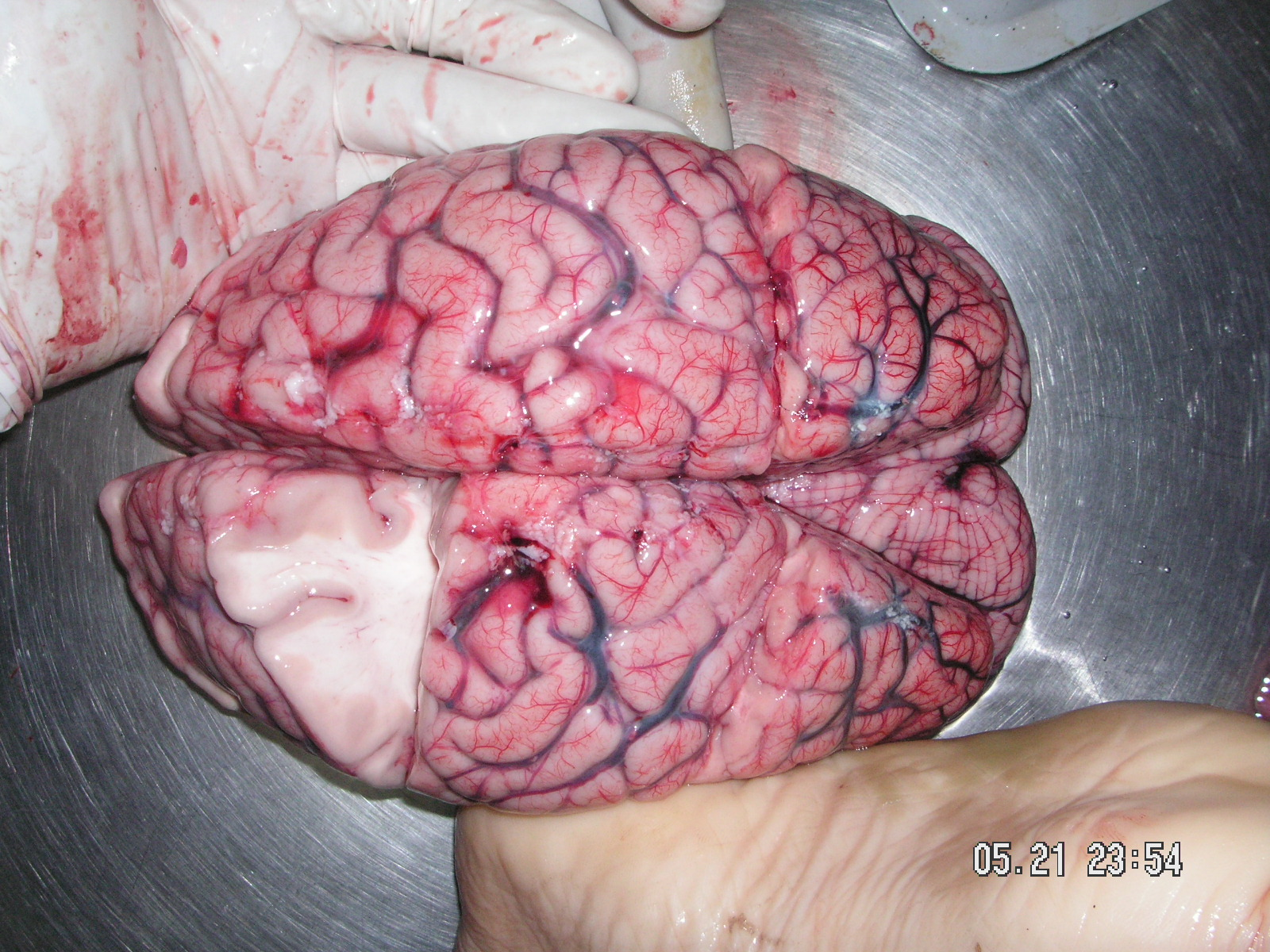
É a parte mais clara do cérebro. Parece rosa claro porque a mielina é composta principalmente de tecido gorduroso com pequenos vasos sanguíneos.

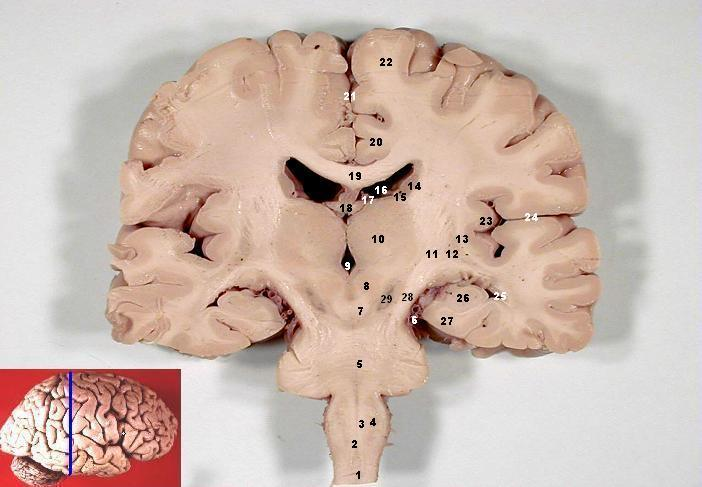
A parte mais clara no interior do cérebro é chamada de substância branca.

Substância branca na medula espinhal.

A substância branca (substantia alba em Latim), matéria branca ou ainda massa branca se refere a um conjunto de células com funções de apoio, sustentação, isolamento elétrico ou nutrição dos neurônios e gânglios. Consiste principalmente de células gliais e axônios mielíticos. Sua cor branca é devido à sua preservação típica de formaldeído. Um homem de 20 anos de idade tem por volta de 176.000 km de axônios mielíticos em seu cérebro.
No Sistema nervoso central, os feixes de axônios na substância branca são chamados de tratos ou fascículos dependendo do formato e tamanho. Já no Sistema nervoso periférico os feixes de axônios são chamados de nervos. Passam por tratos nervosos que exigem velocidade de transmissão, com menor perda energética e maior suporte (como neurônios relacionados a movimento, sensação, associação das várias áreas do córtex cerebral, tronco encefálico, cerebelo e medula espinhal). Para isso a substância banca percorre a região medial do cérebro, a região central e dorsal do tronco, a região medial do cerebelo e a região perimetral da medula espinhal.

## Relação com a substância cinzenta
A outra principal componente do cérebro é a substância cinzenta (praticamente rosada devido aos capilares sanguíneos). Um terceiro componente encontrado no cérebro, o qual aparece mais escuro devido aos altos níveis de melanina nos neurônios dopaminérgicos, é a substância negra.
Enquanto a substância cinzenta (composta de neurônios) é primeiramente relacionada com processamento e cognição, a substância branca (composta de axônios mielíticos) modula a distribuição de ações potenciais, agindo como um relé e coordenando a comunicação entre diferentes regiões cerebrais.

## Estrutura

### Grande escala
A substância branca é composta de pacotes de processos de células nervosas mielinadas (ou axônios), os quais conectam diversas áreas de substância cinzenta (os locais dos corpos celulares nervosos) do cérebro umas às outras e mandam impulsos nervosos entre neurônios. A mielina age como um isolante, aumentando a velocidade de transmissão de todos sinais nervosos.
O número total de fibras longas dentro dum hemisfério cerebral é de 2% do número total de fibras corticocorticais e é aproximadamente o mesmo número daquelas que se comunicam entre os dois hemisférios no corpo caloso. Schüz e Braitenberg notam que "Grosso modo, o número de fibras de um certo alcance de comprimento é inversamente proporcional a seus comprimentos".

### Escala microscópica
Substância branca cerebral e espinal não contém dentritos, os quais somente podem ser encontrados na substância cinzenta junto com corpos celulares nervosos e axônios mais curtos. Substância branca em adultos não idosos é 1,7 a 3,6% sangue.

## Comprimento dos axônios mielíticos
Homens têm levemente mais substância branca do que mulheres tanto em volume quanto em comprimento de axônios mielíticos. Aos 20 anos, o comprimento total de fibras mielíticas em homens é de 176.000 km enquanto que o de uma mulher é 149.000 km. Há um declínio no comprimento total com a idade de cerca de 10% a cada década tal que homens de 80 anos têm 97.200 km e mulheres 82.000 km. A maior parte dessa redução é devido à perda de fibras mais finas.

## Anatomia
O parênquima cerebral é constituído por substância cinzenta, onde estão localizados os corpos celulares dos neurónios, e por substância branca, onde se encontram os seus prolongamentos axonais que estabalecem a ligação entre diferentes áreas encefálicas e medulares.
A coloração branca deve-se à presença de lípidos nas bainhas de mielina. A substância branca insinua-se pelos núcleos cinzentos centrais, separando-os do córtex, apresentando a forma de um leque de ﬁbras, as quais vão dispersar-se a partir dos espaços em torno dos núcleos cinzentos centrais, dirigindo-se ao córtex cerebral. Esta conﬁguração da substância branca é designada de Corona Radiata de Reil.
Assim, pode considerar-se a existência de duas zonas:

Região de dispersão – corresponde ao centro oval, estando localizada entre o córtex e os núcleos cinzentos centrais.
Região de concentração – corresponde às cápsulas e encontra-se entre os núcleos cinzentos centrais, sendo o local onde as vias brancas se juntam para conseguirem atingir os andares inferiores do Sistema Nervoso Central (SNC).
As ﬁbras brancas podem pertencer a vários sistemas funcionais:
Fibras de projecção – funcionam como meio de ligação entre o córtex e os núcleos cinzentos centrais e andares inferiores do SNC, podendo ser ascendentes ou descendentes.
Fibras de associação – são intra-hemisféricas, podendo ser curtas ou longas.
Fibras inter-hemisféricas – correspondem a comissuras entre os dois hemisférios.
Contudo, o estudo da substância branca é feito considerando-se três regiões anatómicas:
A. Cápsulas (região central)
B. Centro Oval de Vieussens (ou Corona Radiata)
C. Comissuras

### Cápsulas
As cápsulas estão localizadas entre os núcleos cinzentos centrais. Existem três cápsulas: Cápsula interna, Cápsula externa e Cápsula extrema

#### Cápsula interna
Trata-se de um local onde, obrigatoriamente, todas as ﬁbras de projecção vão passar. É uma lâmina compacta de substância branca que se dispõe entre o tálamo e o núcleo caudado (internamente) e o núcleo lenticular (externamente). Geralmente, considera-se que está dividida em cinco sectores:

##### Divisão
- Braço anterior – encontra-se entre a face antero-interna do núcleo lenticular e a cabeça do núcleo caudado. Dá acesso ao pedúnculo anterior do tálamo, a nível interno, e ao lobo frontal, por uma abertura anterior.

- Joelho – localiza-se no bordo interno do núcleo lenticular, correspondendo ao ângulo formado entre a cabeça do núcleo caudado e o tálamo.

- Braço posterior – está compreendido entre a face póstero-interna do núcleo lenticular e a porção posterior do tálamo. Desemboca, a nível superior, na sulco de Rolando.

- Segmento retro-lenticular – situa-se posteriormente em relação ao núcleo lenticular. A sua porção mais profunda corresponde ao tálamo posterior e relaciona-se, externamente, com o lobo esfeno-temporal.

- Segmento infra-lenticular – está abaixo do núcleo lenticular, sobrepondo a zona infraopto-estriada. Também se relaciona, externamente, com o lobo esfeno-temporal.

##### Fibras
- Fibras inter-estriadas (opto-estriadas) – correspondem a uma ponte entre o núcleo caudado e o lenticular.

- Fibras de projecção:

No braço anterior existem dois planos de ﬁbras:
- - Plano externo – feixe fronto-ponto-cerebeloso, o qual corresponde às ﬁbras descendentes provenientes do córtex cerebral. É o responsável pela coordenação motora.
  - Plano interno – pedúnculo anterior do tálamo, o qual se destina à projecção psíquica da dor.

O joelho apenas apresenta o feixe geniculado, que confere a motricidade piramidal a alguns nervos cranianos.
O braço posterior tem, tal como o anterior, dois planos:
- - Plano externo – constituído pelas ﬁbras cortico-medulo-piramidais, responsáveis pela motricidade voluntária, e as ﬁbras parieto-ponto-cerebelosas.
  - Plano interno – pedúnculo súpero-externo do tálamo. Este projecta-se sobre a circunvolução parietal ascendente.

O segmento retro-lenticular engloba:
- - Radiações ópticas de Gratiolet, as quais têm origem nos corpos geniculados externos, integram o pedúnculo posterior do tálamo e terminam no sulco calcarino.
  - Fibras Occipto-ponto-cerebelosas.

O segmento infra-lenticular tem dois planos:
- - Plano superior – o feixe córtico-ponto-cerebeloso de Turk-Mynert e o feixe tálamo-temporal de Arnold. Este último engloba o pedúnculo infero-externo do tálamo e pertence à via auditiva.
  - Plano inferior – feixe olfactivo basal de Edinger, do qual partem as ﬁbras do pedúnculo inferior do tálamo.

##### Clínica
É atingida por distúrbios vasculares encefálicos.
- A causa mais comum de hemorragia arterial é a degeneração ateromatosa da artéria nos pacientes com Pressão Arterial Elevada.
- Devido à alta concentração de ﬁbras nervosas importantes na cápsula interna, mesmo uma hemorragia pequena pode causar sintomas muito disseminados no lado contralateral do corpo.

#### Cápsula externa
Esta cápsula localiza-se entre o núcleo lenticular e o claustro. Acredita-se que esteja na rota de ﬁbras colinérgicas dos núcleos da base para o córtex cerebral.

#### Cápsula extrema
Localiza-se entre o córtex cerebral do lobo da ínsula e o claustro. Devido à sua conexão bidireccional entre a área de Broca e de Wernicke, poderá ter algum papel na linguagem.

### Centro oval de Vieussens
Corresponde à região de dispersão, contendo ﬁbras de projecção, de associação e comissurais.
Fibras de projecção ascendentes e descendentes - estas ﬁbras vão atravessar o centro oval de modo a atingirem a cápsula interna, formando dois feixes:
- feixe geniculado – nasce da base de circunvolução e atinge o joelho da cápsula interna.
- feixe cortico-medular – a sua origem é superior comparativamente à do feixe geniculado e as suas ﬁbras vão para o braço posterior da cápsula interna.

Fibras comissurais - estas atravessam o corpo caloso e dispersam-se de modo a atingir os diferentes lobos do cérebro. As ﬁbras comissurais acabam por formar feixes em forma de pinças:
- Forceps minor: para os lobos frontais.
- Forceps major: para os lobos occipitais.

•
Fibras de associação - são ﬁbras intra-hemisféricas, as quais podem ser longas (interlobulares) ou curtas (intra-lobulares).
- Curtas (ﬁbras arciformes ou em U de Meynert) - dentro do mesmo lobo, originamse numa dada circunvolução e terminam na adjacente, depois de terem contornado o sulco que as separa.
- Longas - nestas podem destacar-se:
  - feixe longitudinal superior – liga o pólo frontal ao pólo occipital, passando no sulco de Sylvius, externamente em relação à insula. É sub-cortical, ou seja, superﬁcial.
  - feixe longitudinal inferior – liga o pólo occipital ao pólo esfeno-temporal, passando na cápsula externa, ou mesmo na cápsula extrema. É mais profundo que o anterior.
  - feixe unciforme – liga o pólo frontal ao pólo esfeno-temporal. Acaba por formar, em torno da origem do sulco de Sylvius, uma espécie de “ferradura de cavalo”.
  - Tapetum – liga o lobo frontal aos lobos esfenoidal, temporal e occipital.
  - Cingulum – forma um anel associativo ao nível do córtex límbico, na sua face interna.

### Comissuras
Comissuras são porções de substância branca que unem regiões correspondentes nos dois hemisférios.
Elas estão divididas em dois grupos:
1. Comissuras inter-hemisféricas

2. Comissuras diencefálicas

#### Comissuras inter-hemisféricas
Existem três comissuras inter-hemisféricas:
- Corpo caloso
- Fórnix (ou trígono cerebral)
- Comissura branca anterior

##### CORPO CALOSO
Trata-se da maior comissura do cérebro. Corresponde a uma espécie de lâmina de substância branca que une os dois hemisférios no fundo da fenda inter-hemisférica, constituindo uma ponte telencefálica superiormente em relação ao diencéfalo.
Geralmente considera-se que o corpo caloso apresenta quatro regiões: Rostrum (ou Bico), Joelho, Corpo e Debrum (ou Esplénio).
Contudo, quando se procede à descrição do corpo caloso, torna-se mais simples a distinção de uma face superior, uma face inferior, uma extremidade anterior e uma extremidade posterior.
- Face superior – é convexa no sentido antero-posterior e aplanada transversalmente. Esta face inter-hemisférica vai estar coberta por vestígios de córtex primitivo, o indusium griseum (ou indusium cinzento), o qual é percorrido por cordões de substância branca pertencentes ao sistema rinencefálico.

- Face inferior – contrariamente à superior, esta face é côncava antero-posteriormente, estando localizada entre os cornos frontais dos ventrículos laterais, constituindo o tecto dos mesmos. Apresenta uma divisão na linha mediana correspondente ao septum lucidum. Ainda na linha média, esta face une-se, posteriormente, ao bordo posterior do trígono.

- Extremidade anterior – corresponde ao joelho. A nível inferior, é prolongada por uma

lâmina aﬁlada, o rostrum do corpo caloso, o qual contribui para a formação da lâmina
terminal. Esta localiza-se superiormente em relação à comissura branca anterior.
- Extremidade posterior – corresponde ao debrum, tratando-se da zona de maior

espessura do corpo caloso. A nível superior, limita a entrada na fenda de Bichat.
As ﬁbras do corpo caloso dividem-se em três grupos:
- Forceps minor – do joelho aos lobos frontais.
- Forceps major – do debrum para os lobos occipitais.
- Fibras transversais – conferem o aspecto radiado ao corpo caloso.

##### FÓRNIX
Tal como o corpo caloso, o fórnix corresponde a uma lâmina de substância branca. A sua base é posterior e o vértice anterior. Localiza-se inferiormente em relação ao corpo caloso e sobre o terceiro ventrículo. Apresenta uma forma encurvada na qual é possível distinguir uma face superior, uma face inferior, dois bordos laterais, uma base e um vértice.
- Face superior - posteriormente, encontra-se unida ao corpo caloso, com o qual estabelece uma íntima relação. Já a nível anterior, está separado desta comissura devido à presença do septum lucidum, ao qual se liga sobre a linha mediana. Toda a face superior do fórnix contribui para a limitação das paredes internas do ventrículos laterais.

- Face inferior – está relacionada com a Tela Coroideia Superior do terceiro ventrículo.
- Base – relaciona-se com o corpo caloso.
- Bordos laterais – contactam com os ventrículos laterais.

- Pilares do fórnix – pode-se considerar que o fórnix é constituído por dois arcos de círculo antero-posteriores, unidos pela sua porção superior e média, cujas extremidades se afastam formando os pilares do fórnix. Deste modo, os pilares correspondem a quatro cordões brancos, dois anteriores e dois posteriores.
  - Pilares anteriores – têm origem no vértice do fórnix, dirigindo-se da frente para trás. Começam por contornar a extremidade anterior do tálamo, contribuindo para a delimitação dos buracos de Monro (orifícios que fazem a comunicação entre o terceiro ventrículo e o ventrículo lateral do lado correspondente). Seguidamente, seguem um trajecto descendente, passam anteriormente em relação ao tálamo e terminam nos corpos ou tubérculos mamilares do hipotálamo.

- - Pilares posteriores – têm origem na base do fórnix. Inicialmente, dirigem-se para baixo, para trás e para fora, contornando a porção posterior do tálamo. De seguida, orientam-se para a frente e para baixo, acompanham o hipocampo e

terminam nos núcleos amigdalinos.
Quanto às ﬁbras do fórnix, é possível distinguir:
- Fibras intra-hemisféricas – unem o hipocampo aos tubérculos mamilares, pertencendo às vias olfactivas.
- Fibras inter-hemisféricas – permitem a comunicação entre as duas formações hipocâmpicas.

##### COMISSURA BRANCA ANTERIOR
Esta comissura rinencefálica liga os dois núcleos amigdalinos, encontrando-se na parede telecenfálica do terceiro ventrículo. Pode ser observada ao nível dos ângulos de separação das colunas do fórnix. A comissura branca anterior vai contribuir para limitar a vulva (espaço existente na parede do terceiro ventrículo e que é limitado, lateralmente, pelos pilares anteriores do trígono e, inferiormente, pela comissura branca anterior).
As suas ﬁbras nervosas vão cruzar a lâmina terminal do corpo caloso. Formando então:
- Fibras anteriores, que seguem em direcção à substância perfurada e para o trato olfactivo.
- Fibras posteriores, que se dirigem para os lobos temporais, atravessando o núcleo lenticular.

#### Comissuras diencefálicas
Ao contrário das anteriores, estas comissuras são estritamente diencefálicas, estabelecendo as ligações entre os núcleos cinzentos centrais. São elas:
- Comissura inter-habenular - permite a união dos dois gânglios habenulares, os quais recebem eferentes do núcleo amigdalino e do hipocampo. Está localizada junto à prega superior do Recessus Pineal, sobre o bordo posterior da membrana tectória do terceiro ventrículo.

- Comissura branca posterior - localiza-se junto à prega inferior do Recessus Pineal. As suas ﬁbras vão unir os pulvinares, os corpos geniculados externos, os tubérculos quadrigémios anteriores, núcleos do III e IV pares cranianos, Locus Niger e os núcleos rubro. As suas ﬁbras desempenham um papel no reﬂexo papilar.

- Comissura sub-talâmica de Forel - está entre os corpos de Luys, ao nível da região sub-talâmica.

- Comissura inter-tuberiana - une as formações hipotalâmicas no pavimento do terceiro ventrículo.

- Comissura inter-estriada de Meynert - liga os dois corpos pallidum através da região sub-talâmica.

- Comissura inter-retiniana - liga os dois nervos ópticos através do quiasma óptico.

- Comissura de Gudden - através das ﬁtas ópticas e o quiasma óptico, une os dois corpos geniculados internos acústicos.

## Função
A substância branca é o tecido pelo qual as mensagens passam entre diferentes áreas da substância cinzenta dentro do sistema nervoso. A substância branca tem este nome devido a capa de gordura (mielina) que envolve as fibras nervosas (axônios). Essa mielina é encontrada em quase todas fibras nervosas longas e atua como isolante elétrico. Isso é importante porque permite que as mensagens passem mais rapidamente de um ponto a outro.